# Superliga Brasileira de Voleibol Feminino de 2013–14 - Série A
A Superliga Brasileira de Voleibol Feminino de 2013-14 - Série A é a 20ª edição desta competição organizada pela Confederação Brasileira de Voleibol através da Unidade de Competições Nacionais. Também é a 36ª edição do Campeonato Brasileiro de Voleibol Feminino, a principal competição entre clubes de voleibol feminino do Brasil.  Participam do torneio catorze equipes provenientes de cinco estados brasileiros (São Paulo, Rio de Janeiro, Minas Gerais, Santa Catarina e Maranhão) e do Distrito Federal.

## Regulamento
A fase classificatória da competição será disputada por doze equipes em dois turnos. Em cada turno, todos os times jogarão entre si uma única vez. Os jogos do segundo turno serão realizados na mesma ordem do primeiro, apenas com o mando de quadra invertido. Os oito primeiros colocados se classificarão para os play-offs. Nesta fase, a vitória por 3-0 ou 3-1 garantirá três pontos para o ganhador e nenhum ponto para o perdedor. Já com o placar de 3-2, o ganhador da partida levará dois pontos e o perdedor um. 
Os play-offs serão divididos em três fases - quartas-de-final, semi-finais e final.
Nas quartas-de-final haverá um cruzamento entre as equipes com os melhores índices técnicos seguindo a lógica: 1ª x 8ª (A); 2ª x 7ª(B); 3ª x 6ª(C) e 4ª x 5ª(D). Estas jogarão partidas em melhor de 3 (jogos), sendo um mando de campo para cada e o jogo de desempate, quando houver, no ginásio da equipe com o melhor índice técnico da fase classificatória. 
As semifinais serão disputadas pelas equipes que passarem das quartas-de-final, seguindo a lógica: vencedora do duelo A x vencedora do duelo D; vencedora do duelo B x vencedora do duelo C. Estas jogarão novamente partidas em melhor de 3 (jogos), sendo um mando de campo para cada e o jogo de desempate, quando houver, no ginásio da equipe com o melhor índice técnico da fase classificatória. 
As vencedoras se classificarão para a final, que será disputada em jogo único no estado do primeiro colocado da fase classificatória.  A terceira e a quarta colocações serão definidas pelo melhor índice técnico da fase classificatória. 
Pela primeira vez na história do torneio os sets serão disputados até 21 pontos com a diferença mínima de dois pontos (com exceção do quinto set, que será vencido pela equipe que fizer 15 pontos com pelo menos dois de diferença). Ocorrerão paradas técnicas no 7º e no 14º pontos da equipe que primeiro os alcançarem.

## Equipes participantes
Catorze equipes disputam o título da Superliga Feminina de 2013/2014 - Série A. São elas:
| Equipe                          | Cidade                | Última participação | Temporada 2012/2013 |
| ------------------------------- | --------------------- | ------------------- | ------------------- |
| Banana Boat/Praia Clube         | Uberlândia            | 2012/2013           | 5º                  |
| Grêmio Barueri                  | Barueri               | estreante           | -                   |
| Brasília Vôlei                  | Taguatinga            | estreante           | -                   |
| E.C. Pinheiros                  | São Paulo             | 2012/2013           | 6º                  |
| Maranhão Vôlei/CEMAR            | São Luís              | estreante           | -                   |
| Decisão Engenharia/Minas        | Belo Horizonte        | 2012/2013           | 7º                  |
| Molico Nestlé                   | Osasco                | 2012/2013           | 2º                  |
| Rio do Sul                      | Rio do Sul            | 2012/2013           | 8º                  |
| São Bernardo Vôlei              | São Bernardo do Campo | 2012/2013           | 12º                 |
| São Cristóvão Saúde/São Caetano | São Caetano do Sul    | 2012/2013           | 11º                 |
| Sesi-SP                         | São Paulo             | 2012/2013           | 4º                  |
| Unilever                        | Rio de Janeiro        | 2012/2013           | 1º                  |
| Uniara/AFAV                     | Araraquara            | estreante           | -                   |
| Vôlei Amil                      | Campinas              | 2012/2013           | 3º                  |

## Classificação
- Vitória por 3 sets a 0 ou 3 a 1: 3 pontos para o vencedor;
- Vitória por 3 sets a 2: 2 pontos para o vencedor e 1 ponto para o perdedor.
- Não comparecimento, a equipe perde 2 pontos.
- Em caso de igualdade por pontos, os seguintes critérios servem como desempate: número de vitórias, média de sets e média de pontos.

|  |                                                                                   |
|  | Equipes classificadas para às quartas-de-final e garantidas na Série A 2014/2015. |
|  | Rebaixada para a Série B 2015.                                                    |

| Pos | Times              | Jogos | Jogos | Jogos | Jogos | Resultados | Resultados | Resultados | Resultados | Resultados | Resultados | Sets | Sets | Sets  | Pontos | Pontos | Pontos |
| Pos | Times              | Pts   | T     | V     | D     | 3x0        | 3x1        | 3x2        | 2x3        | 1x3        | 0x3        | SV   | SP   | SA    | PF     | PS     | PA     |
| --- | ------------------ | ----- | ----- | ----- | ----- | ---------- | ---------- | ---------- | ---------- | ---------- | ---------- | ---- | ---- | ----- | ------ | ------ | ------ |
| 1   | Osasco             | 76    | 26    | 26    | 0     | 17         | 7          | 2          | 0          | 0          | 0          | 78   | 11   | 7,091 | 1860   | 1487   | 1,251  |
| 2   | Campinas           | 64    | 26    | 22    | 4     | 14         | 3          | 5          | 3          | 1          | 0          | 73   | 25   | 2,920 | 1943   | 1601   | 1,214  |
| 3   | Rio de Janeiro     | 59    | 26    | 20    | 6     | 11         | 6          | 3          | 2          | 2          | 2          | 66   | 30   | 2,200 | 1882   | 1642   | 1,146  |
| 4   | Sesi-SP            | 53    | 26    | 17    | 9     | 11         | 4          | 2          | 4          | 5          | 0          | 64   | 35   | 1,829 | 1910   | 1656   | 1,153  |
| 5   | Praia Clube        | 49    | 26    | 17    | 9     | 5          | 7          | 5          | 3          | 1          | 5          | 58   | 44   | 1,318 | 1943   | 1793   | 1,084  |
| 6   | Pinheiros          | 47    | 26    | 17    | 9     | 8          | 2          | 7          | 3          | 3          | 3          | 60   | 43   | 1,395 | 1922   | 1803   | 1,066  |
| 7   | São Caetano        | 40    | 26    | 13    | 13    | 6          | 4          | 3          | 4          | 4          | 5          | 51   | 49   | 1,041 | 1865   | 1816   | 1,027  |
| 8   | Brasília Vôlei     | 35    | 26    | 10    | 16    | 4          | 5          | 1          | 6          | 6          | 4          | 48   | 55   | 0,873 | 1852   | 1900   | 0,975  |
| 9   | Barueri            | 31    | 26    | 9     | 17    | 5          | 2          | 2          | 6          | 2          | 9          | 41   | 57   | 0,719 | 1673   | 1850   | 0,904  |
| 10  | São Bernardo Vôlei | 27    | 26    | 10    | 16    | 6          | 1          | 3          | 0          | 4          | 12         | 34   | 55   | 0,618 | 1522   | 1697   | 0,897  |
| 11  | Araraquara         | 18    | 26    | 7     | 19    | 1          | 2          | 4          | 1          | 4          | 14         | 27   | 67   | 0,403 | 1547   | 1855   | 0,834  |
| 12  | Minas              | 18    | 26    | 5     | 21    | 0          | 3          | 2          | 5          | 4          | 12         | 29   | 70   | 0,414 | 1711   | 1947   | 0,879  |
| 13  | Rio do Sul         | 17    | 26    | 4     | 22    | 0          | 3          | 1          | 6          | 6          | 10         | 30   | 71   | 0,423 | 1739   | 1930   | 0,901  |
| 14  | Maranhão Vôlei     | 12    | 26    | 5     | 21    | 1          | 0          | 4          | 1          | 7          | 13         | 24   | 71   | 0,338 | 1513   | 1905   | 0,794  |

## Fase classificatória
Para um dado resultado encontrado nesta tabela, a linha se refere ao mandante e a coluna, ao visitante.
|                        | AMI | BSB | ECP | GRB | MAR | MOL | MTC | PRA | RDS | SBV | SCS | SES | UNA | UNI | Pos |
| AMI Campinas           |     | 3–0 | 3–0 | 3–1 | 3–0 | 2–3 | 3–0 | 3–2 | 3–0 | 3–0 | 3–1 | 2–3 | 3–0 | 3–2 | 2º  |
| BSB Brasília Vôlei     | 1–3 |     | 3–2 | 3–0 | 3–0 | 1–3 | 2–3 | 1–3 | 3–1 | 2–3 | 1–3 | 3–1 | 2–3 | 1–3 | 8º  |
| ECP Pinheiros          | 3–2 | 3–2 |     | 3–0 | 3–1 | 0–3 | 1–3 | 3–1 | 3–0 | 3–0 | 3–2 | 1–3 | 3–0 | 1–3 | 6º  |
| GRB Barueri            | 0–3 | 3–0 | 2–3 |     | 3–0 | 0–3 | 3–1 | 3–0 | 3–2 | 2–3 | 0–3 | 2–3 | 3–0 | 0–3 | 9º  |
| MAR Maranhão Vôlei     | 0–3 | 1–3 | 2–3 | 1–3 |     | 0–3 | 3–2 | 0–3 | 3–2 | 0–3 | 3–0 | 3–2 | 3–2 | 0–3 | 14º |
| MOL Osasco             | 3–1 | 3–0 | 3–0 | 3–0 | 3–0 |     | 3–1 | 3–0 | 3–0 | 3–0 | 3–1 | 3–1 | 3–0 | 3–0 | 1º  |
| MTC Minas              | 0–3 | 0–3 | 0–3 | 3–2 | 3–1 | 0–3 |     | 2–3 | 2–3 | 3–1 | 0–3 | 0–3 | 0–3 | 0–3 | 12º |
| PRA Praia Clube        | 2–3 | 3–2 | 3–2 | 3–2 | 3–1 | 0–3 | 3–0 |     | 3–0 | 3–1 | 3–2 | 3–1 | 3–0 | 0–3 | 5º  |
| RDS Rio do Sul         | 0–3 | 1–3 | 2–3 | 2–3 | 3–1 | 1–3 | 3–1 | 0–3 |     | 1–3 | 2–3 | 1–3 | 1–3 | 3–1 | 13º |
| SBV São Bernardo Vôlei | 0–3 | 0–3 | 0–3 | 3–0 | 3–0 | 0–3 | 3–2 | 1–3 | 3–0 |     | 0–3 | 0–3 | 3–0 | 0–3 | 10º |
| SCS São Caetano        | 0–3 | 3–2 | 0–3 | 0–3 | 3–0 | 2–3 | 3–1 | 1–3 | 3–0 | 3–0 |     | 3–2 | 3–1 | 2–3 | 7º  |
| SES Sesi-SP            | 2–3 | 3–0 | 2–3 | 3–0 | 3–0 | 1–3 | 3–0 | 3–0 | 3–0 | 3–1 | 3–0 |     | 3–0 | 1–3 | 4º  |
| UNA Araraquara         | 0–3 | 1–3 | 0–3 | 3–2 | 3–1 | 0–3 | 3–2 | 1–3 | 3–2 | 0–3 | 1–3 | 0–3 |     | 0–3 | 11º |
| UNI Rio de Janeiro     | 2–3 | 3–1 | 3–2 | 3–1 | 3–0 | 0–3 | 3–0 | 3–2 | 3–0 | 3–0 | 3–1 | 1–3 | 3–0 |     | 3º  |

## Playoffs
|  | Quartas-de-final            | Quartas-de-final            | Quartas-de-final            | Quartas-de-final            | Quartas-de-final            |   |                | Semifinais         | Semifinais         | Semifinais         | Semifinais         | Semifinais         |  |  | Final       | Final       | Final       | Final       | Final       | Final       | Final       |
|  | de 20 de março a 4 de abril | de 20 de março a 4 de abril | de 20 de março a 4 de abril | de 20 de março a 4 de abril | de 20 de março a 4 de abril |   |                | de 8 a 22 de abril | de 8 a 22 de abril | de 8 a 22 de abril | de 8 a 22 de abril | de 8 a 22 de abril |  |  | 27 de abril | 27 de abril | 27 de abril | 27 de abril | 27 de abril | 27 de abril | 27 de abril |
|  |                             |                             |                             |                             |                             |   |                |                    |                    |                    |                    |                    |  |  |             |             |             |             |             |             |             |
|  | 1º                          | Osasco                      | 3                           | 3                           | -                           |   |                |                    |                    |                    |                    |                    |  |  |             |             |             |             |             |             |             |
|  | 8º                          | Brasília Vôlei              | 0                           | 1                           | -                           |   |                |                    |                    |                    |                    |                    |  |  |             |             |             |             |             |             |             |
|  | 8º                          | Brasília Vôlei              | 0                           | 1                           | -                           |   | 1º             | Osasco             | 1                  | 2                  | -                  |                    |  |  |             |             |             |             |             |             |             |
|  |                             |                             |                             |                             |                             |   | 1º             | Osasco             | 1                  | 2                  | -                  |                    |  |  |             |             |             |             |             |             |             |
|  |                             | 4º                          | Sesi-SP                     | 3                           | 3                           | - |                |                    |                    |                    |                    |                    |  |  |             |             |             |             |             |             |             |
|  | 4º                          | 4º                          | Sesi-SP                     | 3                           | 3                           | - | Sesi-SP        | 3                  | 1                  | 3                  |                    |                    |  |  |             |             |             |             |             |             |             |
|  | 4º                          |                             |                             |                             |                             |   | Sesi-SP        | 3                  | 1                  | 3                  |                    |                    |  |  |             |             |             |             |             |             |             |
|  | 5º                          | Praia Clube                 | 1                           | 3                           | 2                           |   |                |                    |                    |                    |                    |                    |  |  |             |             |             |             |             |             |             |
|  |                             |                             |                             |                             |                             |   |                |                    |                    |                    |                    |                    |  |  | 4º          | Sesi-SP     | 1           |             |             |             |             |
|  |                             |                             | 3º                          | Rio de Janeiro              | 3                           |   |                |                    |                    |                    |                    |                    |  |  |             |             |             |             |             |             |             |
|  | 2º                          | Campinas                    | 3                           | 3                           | -                           |   |                |                    |                    |                    |                    |                    |  |  |             |             |             |             |             |             |             |
|  | 7º                          | São Caetano                 | 0                           | 0                           | -                           |   |                |                    |                    |                    |                    |                    |  |  |             |             |             |             |             |             |             |
|  | 7º                          | São Caetano                 | 0                           | 0                           | -                           |   | 2º             | Campinas           | 0                  | 2                  | -                  |                    |  |  |             |             |             |             |             |             |             |
|  |                             |                             |                             |                             |                             |   | 2º             | Campinas           | 0                  | 2                  | -                  |                    |  |  |             |             |             |             |             |             |             |
|  |                             | 3º                          | Rio de Janeiro              | 3                           | 3                           | - |                |                    |                    |                    |                    |                    |  |  |             |             |             |             |             |             |             |
|  | 3º                          | 3º                          | Rio de Janeiro              | 3                           | 3                           | - | Rio de Janeiro | 3                  | 3                  | -                  |                    |                    |  |  |             |             |             |             |             |             |             |
|  | 3º                          |                             |                             |                             |                             |   | Rio de Janeiro | 3                  | 3                  | -                  |                    |                    |  |  |             |             |             |             |             |             |             |
|  | 6º                          | Pinheiros                   | 2                           | 0                           | -                           |   |                |                    |                    |                    |                    |                    |  |  |             |             |             |             |             |             |             |

## Premiação
| Superliga Brasileira de Voleibol Feminino de 2013-14 |
| Rio de Janeiro                                       |
| ---------------------------------------------------- |
| Rio de Janeiro Campeão (9º título)                   |